# Valentine Ball
Valentine Ball (14 de julho de 1843  - 15 de junho de 1894) foi um geólogo, ornitólogo e antropólogo irlandês. Ele trabalhou na Índia no projeto Geological Survey of India. Jungle-Life in India é o seu trabalho mais conhecido conhecido. Ele foi também diretor do National Museum of Ireland.

## Bibliografia

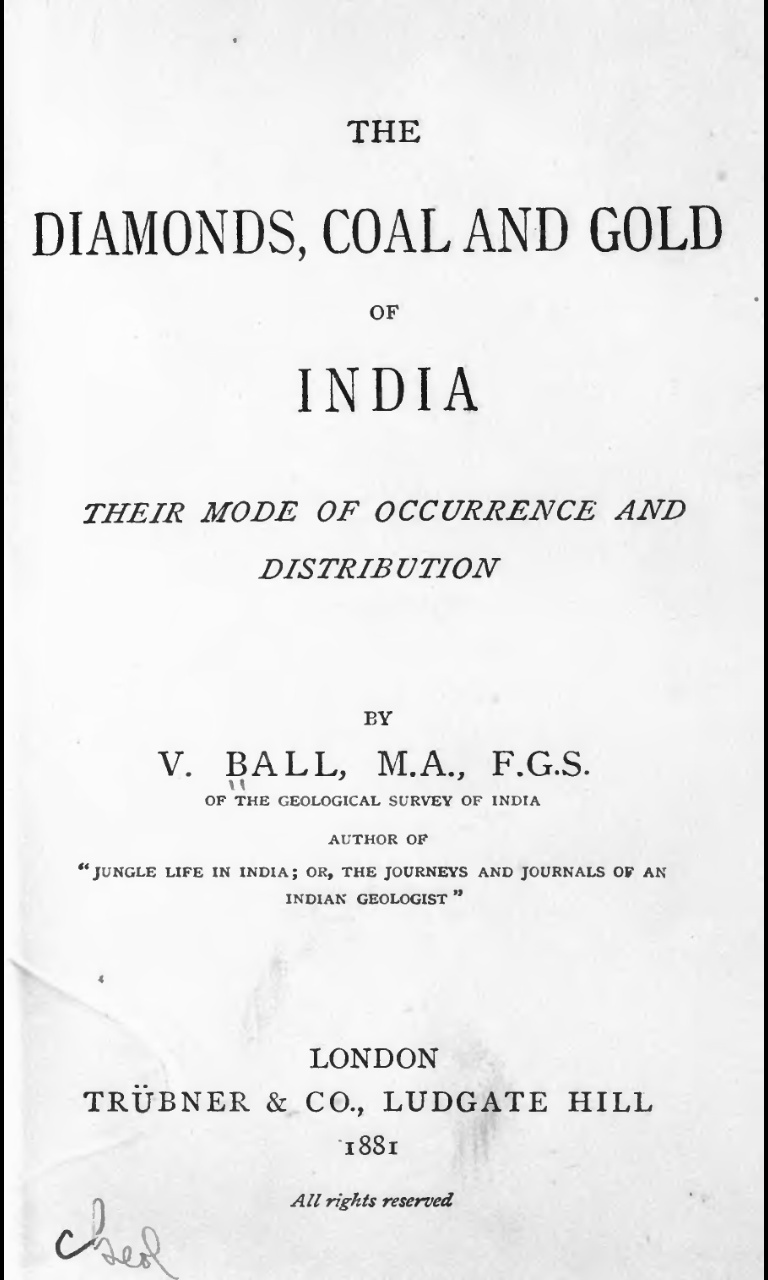